# カリムノス県

カリムノス県
Περιφερειακή ενότητα Καλύμνου測地系: 北緯37度00分 東経27度00分 / 北緯37.000度 東経27.000度座標: 北緯37度00分 東経27度00分 / 北緯37.000度 東経27.000度

カリムノス県（カリムノスけん、ギリシア語: Κάλυμνος / Kalymnos）は、ギリシャ共和国の南エーゲ地方を構成する行政区（ペリフェリアキ・エノティタ）のひとつ。ドデカネス諸島のカリムノス島などからなる。

## 地理

### 位置・広がり
ドデカネス諸島の北部に所在する、カリムノス島やパトモス島などの島々からなる。県下最多の人口を有するカリムノス島の首邑カリムノスは、トルコ領ボドルムの西約41km、ヴァティ（サモス島）の南約90km、ロドスの西北西約125km、南エーゲ地方の首府エルムポリの東南東約189km、ギリシャの首都アテネの南東約309kmに位置する。

## 行政区画

ドデカネス諸島の自治体

### 市（ディモス）
カリムノス県は、以下の自治体（ディモス、市）から構成される。面積の単位はkm²、人口は2001年国勢調査時点。
|    | 自治体名       | 綴り       | 政庁所在地     | 面積  | 人口   |
| -- | -------------- | ---------- | -------------- | ----- | ------ |
| 2  | アガトニシ     | Αγαθονήσι  | アガトニシ     | 14.5  | 158    |
| 3  | アスティパレア | Αστυπάλαια | アスティパレア | 96.9  | 1,238  |
| 4  | カリムノス     | Κάλυμνος   | カリムノス     | 134.5 | 16,441 |
| 8  | リプシ         | Λειψοί     | キトノス       | 17.4  | 698    |
| 9  | レロス         | Λέρος      | レロス         | 74.1  | 8,207  |
| 12 | パトモス       | Πάτμος     | パトモス       | 34.1  | 3,044  |

### 旧自治体（ディモティキ・エノティタ）

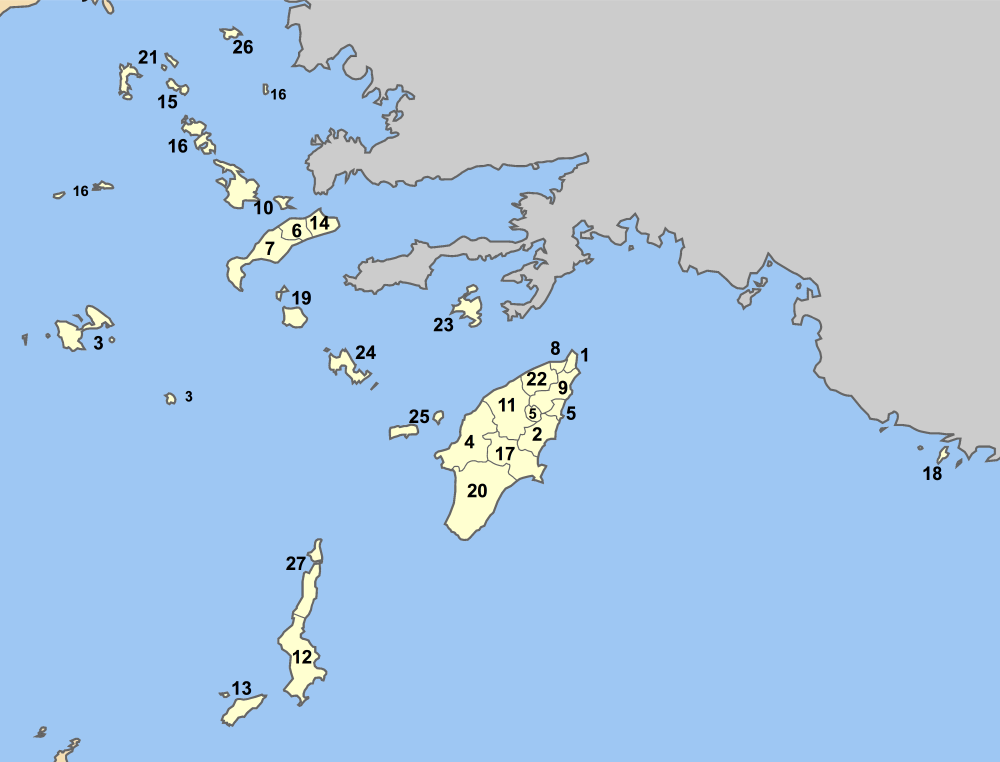
旧ドデカネス県の旧自治体（1999年 - 2010年）

現在のカリムノス県の地域は、かつて広域自治体（ノモス）であるドデカネス県に属していた。カリクラティス改革（2011年1月施行）にともないノモスは廃止され、その県域は分割されて行政区（ペリフェリアキ・エノティタ）としてのカリムノス県が成立した。旧自治体は新自治体（ディモス）を構成する行政区（ディモティキ・エノティタ）となっている。
下表の番号は右図と対応している。「旧自治体名」欄で※印を付したものはキノティタ、それ以外はディモス。「政庁所在地」欄で太字になっているものは、新自治体の政庁所在地となったものを示す。
|    | 旧自治体       | 綴り       | 政庁所在地     | 新自治体       |
| -- | -------------- | ---------- | -------------- | -------------- |
| 3  | アスティパレア | Αστυπάλαια | アスティパレア | アスティパレア |
| 10 | カリムノス     | Κάλυμνος   | カリムノス     | カリムノス     |
| 15 | リプシ         | Λειψοί     | キトノス       | リプシ         |
| 16 | レロス         | Λέρος      | レロス         | レロス         |
| 21 | パトモス       | Πάτμος     | パトモス       | パトモス       |
| 26 | アガトニシ ※   | Αγαθονήσι  | アガトニシ     | アガトニシ     |

- Διοικητική διαίρεση νομού Δωδεκανήσου (πρόγραμμα Καποδίστριας) - ドデカネス県の自治体・集落一覧（1999年 - 2010年）